# 박노태
박노태(朴魯泰, 일본식 이름: 大井茂生 또는 大井魯泰, 1897년 ~ ?)은 일제강점기의 관료이며, 대한민국의 기업인이다.

## 생애
충청북도 청주군 출신으로 경성부에 유학하여 1917년에 경성고등보통학교를 졸업하였다. 1919년부터 조선총독부 군서기로 근무하며 관계에 들어섰다.
충청북도 임야정리조사원, 제천군, 옥천군, 영동군, 청주군, 음성군 서기 등으로 근무하다가 1930년에 음성군 서무주임이 되었다. 1932년에는 총독부 군수로 승진하여 제천군수로 부임했다.
제천군수로 재직하던 1935년에 총독부가 편찬한 《조선공로자명감》에 총 353명의 공로자 중 한 명으로 이름이 수록되었다. 제천군수이던 1936년을 기준으로 종7위에 서위되어 있었다.
태평양 전쟁 종전 후에는 기업인이 되어 충북산업주식회사 사장을 지냈다. 미군정 시기부터 정치에도 관심을 보여 자유당을 거친 뒤 제3공화국에서 민주공화당의 청주 지역 지구당 위원장과 중앙상임위원을 역임했다. 1967년까지 기업인으로 활동하며 생존해 있었다.
2008년에 민족문제연구소가 친일인명사전 편찬을 위해 선정한 친일인명사전 수록예정자 명단 중 관료 부문에 포함되었다.

## 참고 자료
- 박노태(朴魯泰) - 국사편찬위원회